# آآ کوچک
آآ کوچک (نام علمی: Aa microtidis) نام یک گونه از سرده آآ است.این گونه برای نخستین بار توسط توسط رودولف شلنتر دز سال ۱۹۲۲میلادی کشف و نامگذاری شده است.این گونه در بولیوی رشد و نمو پیدا می کند.